# Acropyga bakwele

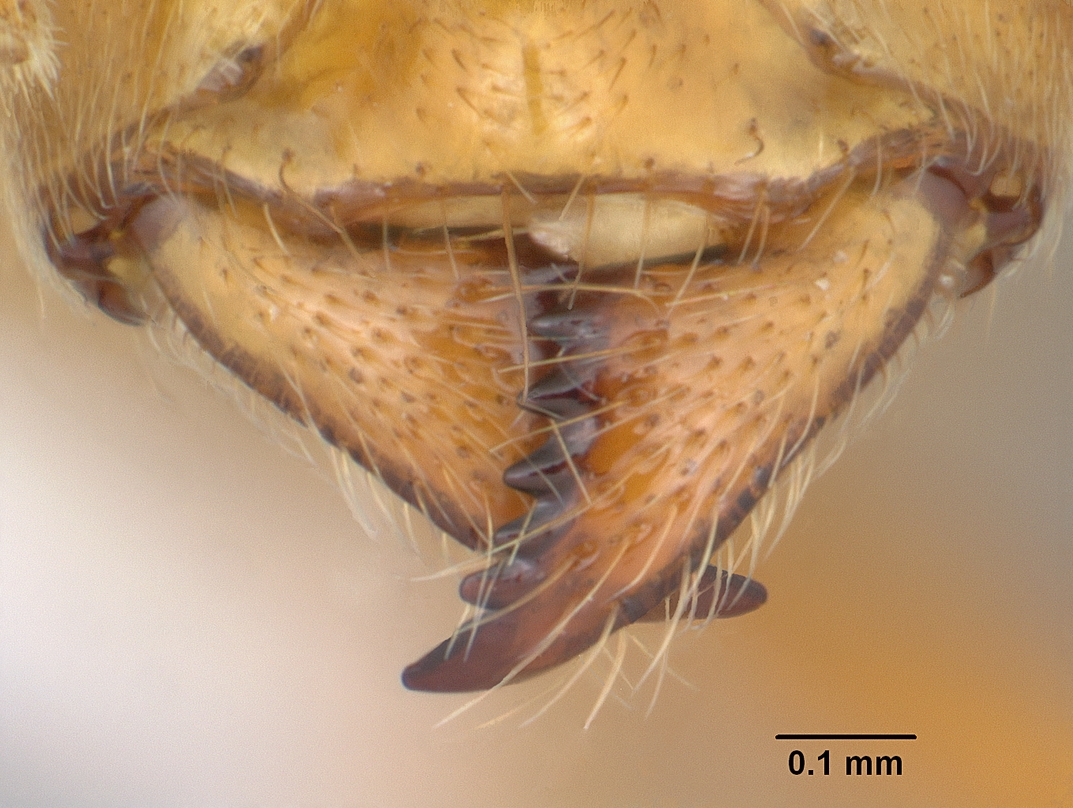
Мандибулы

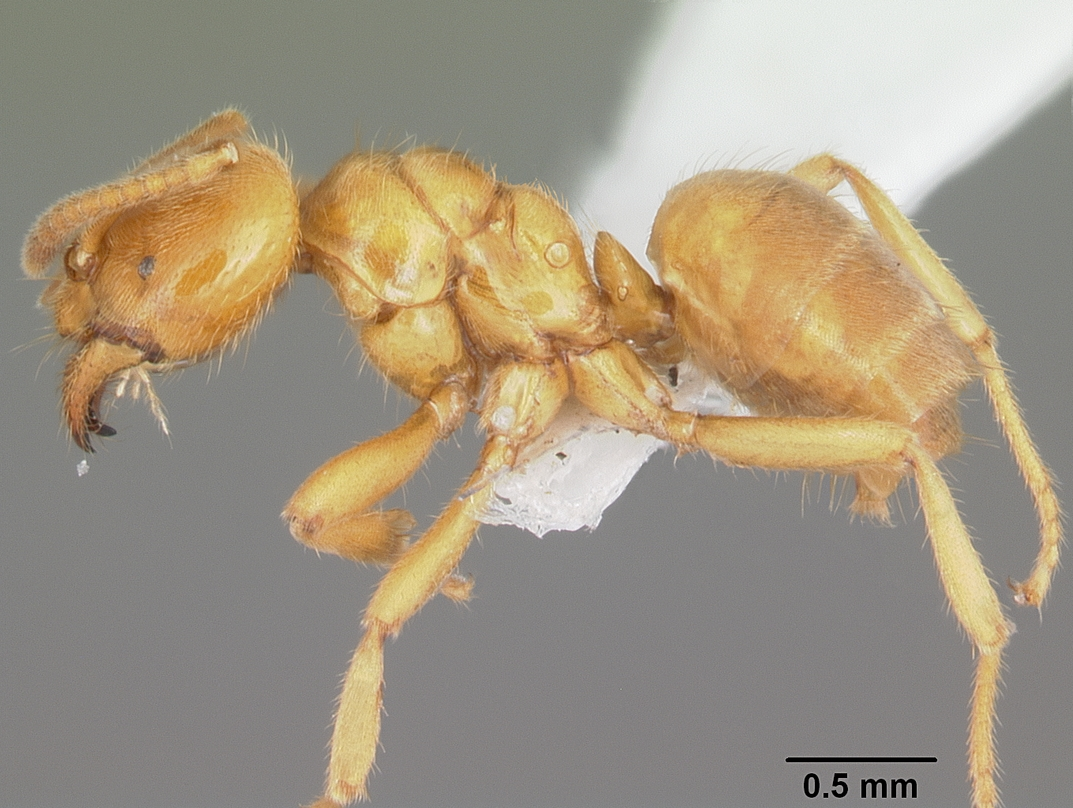
Рабочий в профиль

Acropyga bakwele  (лат.) — вид мелких муравьёв рода Acropyga из подсемейства Formicinae.

## Распространение
Acropyga bakwele обнаружены в дождевых тропических лесах экваториальной Африки (Габон).

## Этимология
Вид был назван в честь племени пигмеев (англ. Bakwele), которые помогали одному из авторов описания (Брайану Фишеру) в Габоне во время проведения экспедиции.

## Описание
Мелкие муравьи различных оттенков желтого цвета, общей длиной около 3 мм. Длина скапуса усика равна 0,75 мм, длина мезосомы — 1,0 мм, длина брюшка 1,2 мм. Соотношение длины скапуса и головы — 0,86. Голова, мезосома и брюшко желтовато-красноватые. Мандибулы несут 8 зубчиков, апикальный зубец вдвое длиннее остальных. Имеется медиальный оцеллий. Глаза сравнительно крупные для представителей рода Acropyga и содержат более 10 фасеток, расположены в передней боковой половине головы. Голова слегка длиннее своей ширины (её длина равна 0,90 мм, а ширина головы составляет 0,87 мм; соотношение равно 0,9). Усики состоят из 11 члеников. Скапус превосходит задний край головы. Щупики короткие (нижнечелюстные состоят из пяти члеников, а нижнегубные — из трёх). Скапус и почти всё тело, включая брюшко, покрыты слоем прилегающих волосков и отдельными отстоящими волосками.

## Систематика
Впервые был описан в 2005 году американскими мирмекологами Джоном ЛаПолла и Брайаном Фишером (LaPolla & Fisher, 2005) и стал первым видом рода Acropyga из этой части Африки. Ранее в южной части этого материка были найдены только два вида рода: Acropyga arnoldi Santschi, 1926 и Acropyga silvestrii Emery, 1915. По своим размерам новый вид стал одним из крупнейших в составе рода, после видов Acropyga acutiventris Roger, 1862, Acropyga butteli Forel, 1912, Acropyga myops Forel, 1910 и подвида ''A. acutiventris rubescens'' Forel, 1894 (последний до 5 мм в длину). Однако, по признаку наличия оцеллия на голове у рабочих Acropyga bakwele является уникальным и отличается от всех видов своего рода (ранее оцеллии были найдены только у самцов и самок).